# 9K123 Chrizantema

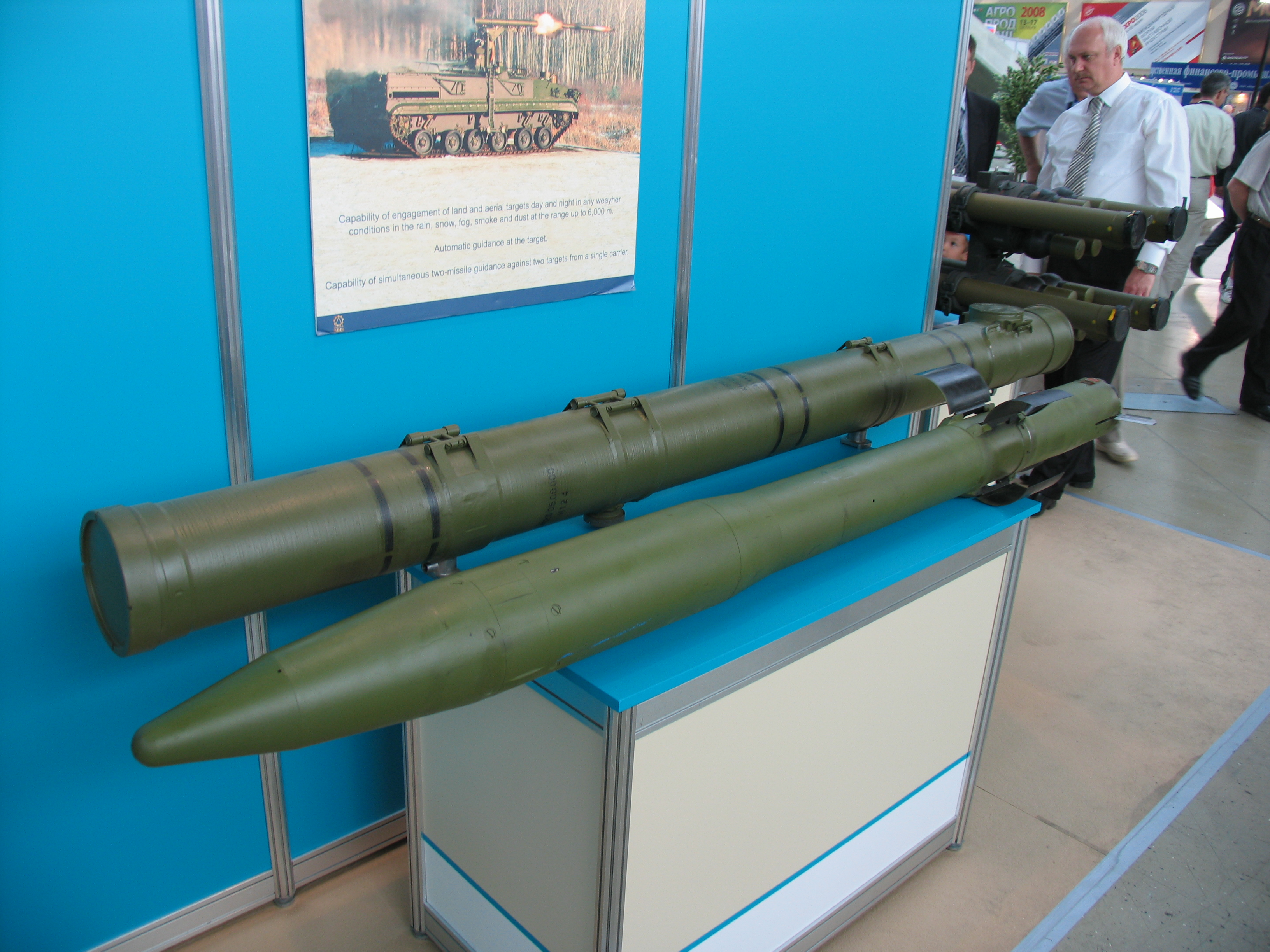
9M123 Chrizantema

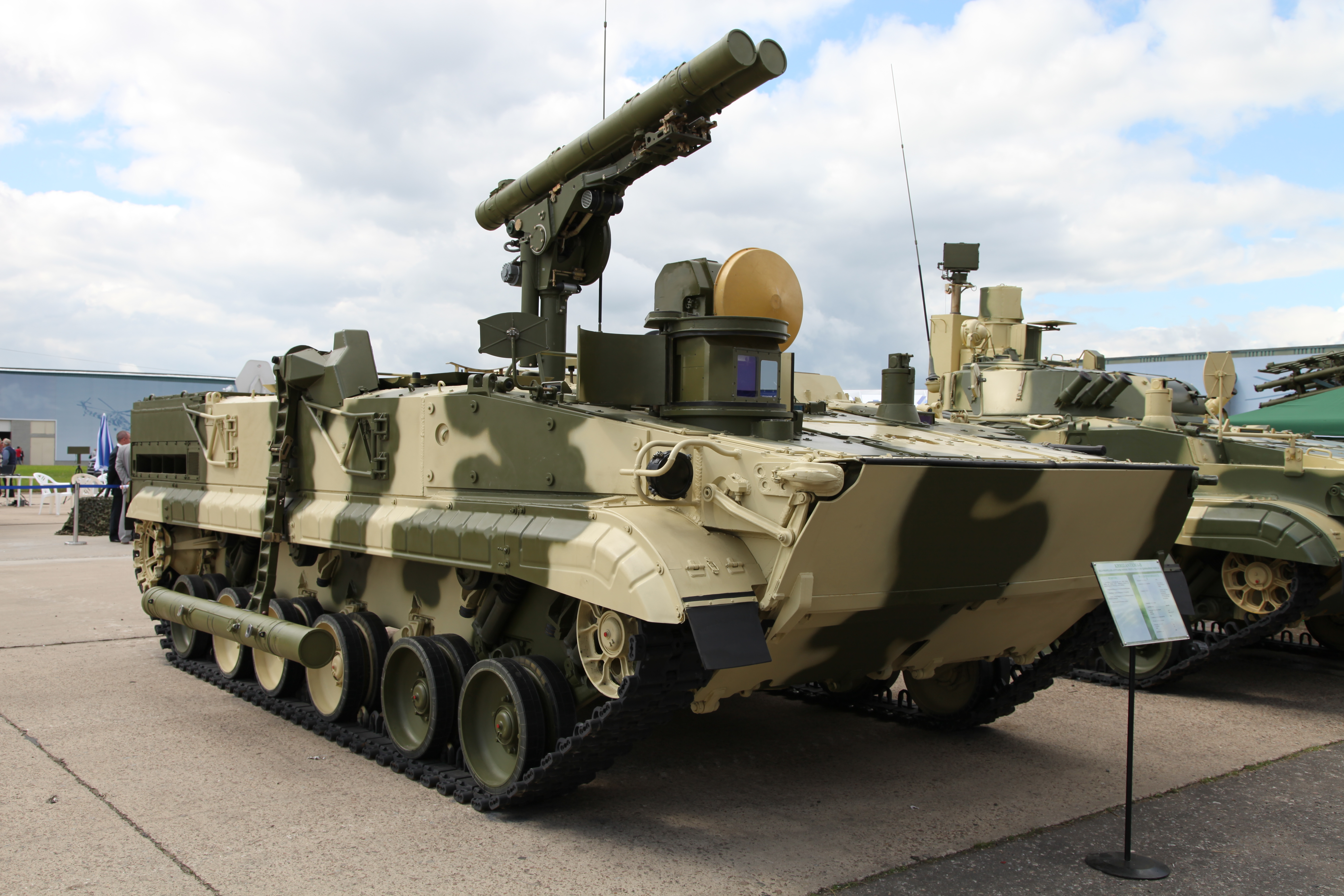
Varianta 9P157-2 "Chrizantema-S" na BMP-3

9K123 Chrisantema (v kódu NATO AT-15 „Springer“) je ruský protitankový raketový komplet. Řízená střela nese v rámci indexu GRAU označení 9M123. Jedná se o protitankový raketový komplet dlouhého dosahu se dvěma na sobě nezávislými naváděcími soustavami (automatickou radarovou a poloautomatickou laserovou).

## Popis
Vývoj byl zahájen v osmdesátých letech 20. století konstrukční kanceláří KBM. Systém navádění tvořený poloautomatickou i automatickou soustavou dovoluje vedení palby i za špatných povětrnostních podmínek a nízké viditelnosti, což dřívější řízené střely neumožňovaly. Automatická naváděcí soustava využívá radiolokátor o milimetrové vlnové délce, který je zcela nezávislý na optické viditelnosti. Operátor do procesu navádění střely vůbec nemusí zasahovat. Poloautomatická naváděcí soustava využívá poloaktivní systém laserového navedení, kdy se střela navádí podle laserového paprsku odraženého od cíle. V tomto případě je dobrá viditelnost nutností.
Střela 9M123 používá účinnou tandemovou kumulativní hlavici, střela 9M123F je vybavena termobarickou hlavicí proti živé síle.
Komplet Chrizantema je instalován na vozidle 9P157-2, které bylo vyvinuto na bázi BMP-3. Toto vozidlo je vybaveno výsuvným odpalovacím zařízením pro dvě střely (palebný průměr je 15 střel).

## Technická data
- Délka střely: 2057 mm
- Průměr těla střely: 152 mm
- Hmotnost střely: 46 kg
- Účinný dostřel: minimální 500 m, maximální 6000 m
- Typ bojové hlavice: kumulativní tandemová, termobarická